# Леополд II (Австрия)
Леополд II Красиви (на немски: Leopold II, „der Schöne“; Liutpold; * 1050; † 12 октомври 1095, вер. в Гарс ам Камп, Долна Австрия) от род Бабенберги, е от 1075 г. до смъртта си маркграф на Австрия (Остаричи, баварската Източна марка, Marcha orientalis).

## Живот
Той е син на Ернст Смели († 10 юни 1075) и Аделхайд от Айленбург († 1071), дъщеря на маркграф Дедо I (II) от Майсен от род Ветини и Адела от Брабант.
През борбата за инвеститурата Леополд II е на страната на папа Григорий VII и императорът го сваля. Херцог Вратислав II от Бохемия получава маркграфството и побеждава Леополд в битката при Майлберг на 12 май 1082 г. Въпреки това Леополд се задържа като господар на страната. През 1084 г. той се подчинява на крал Хайнрих IV и той му дава службата маркграф.
През 1089 г. Леополд помага за построяването на манастира в Мелк в Източна Австрия.
Леополд умира вероятно в Гарс ам Камп.
Леополд II се жени през 1065 г. за графиня Ида от Форнбах-Рателнберг (1060 – 1101), дъщеря на Рапото IV и Матилда. Ида Австрийска участва и умира в Кръстоносния поход от 1101 г. при Хераклея. Двамата имат осем деца, един син Леополд III Свети (* 1073, † 15 ноември 1136), маркграф на Австрия (1095 – 1136) и седем дъщери, които се омъжват за херцози и графове от Каринтия, Бохемия и Германия.

## Брак и деца
Жена: Ида Австрийска (Рателнберг). Деца:
- Леополд III Свети (1073 – 1136), маркграф на Австрия от 1095
- Елизабет († 1107), омъжена (1082) за Отокар II, маркграф на Щирия († 1122)
- Юдит
- Герберга († 1142), омъжена (1100) за Борживой II, княз на Бохемия († 1124)
- Ида († 1115), омъжена за Лутолд, княз на Моравия († 1112)
- Еуфемия († 1168), омъжена за граф Конрад I фон Пайлщайн († 1168), син на граф Фридрих II фон Тенглинг († 1120)
- София († 1154), омъжена за Хайнрих III, херцог на Каринтия († 1122); втори брак (ок. 1123/1128) за граф Зигхард X фон Шала-Бургхаузен († 1142)
- Аделхайд († 1120) ∞ омъжена (1120) за граф Дитрих II фон Формбах († 1145)

- Маркграф Леополд II